# Liste von Persönlichkeiten der Stadt Holzminden
Die Liste von Persönlichkeiten der Stadt Holzminden enthält Personen, die in der Stadt Holzminden des Landkreises Holzminden in Niedersachsen eine nachhaltige Rolle gespielt haben. Es handelt sich dabei um Persönlichkeiten, die Ehrenbürger der Stadt waren oder noch sind, hier geboren oder gestorben sind oder hier gewirkt haben.

## Ehrenbürger
- Albert Katzenstein, jüdischer Kommerzienrat, Vermittler bei Gründung der Garnison in Holzminden (Ehrenbürgerschaft 1933 unter rechtlich fragwürdigen Umständen, welche jetzt juristisch überprüft werden sollen, aberkannt)
- Ludwig Dauber (1798–1885), Schuldirektor in Holzminden
- Hermann Schrader (1844–1899), Bürgermeister von Holzminden (1878–1899) und Abgeordneter im Braunschweigischen Landtag (1884–1889 und 1893–1895)
- Leopold Scherman (1875–1970), Architekt, Stadtbaumeister und Stadtbaurat der Stadt Holzminden
- Rudolf Jahns (1896–1983), Künstler und Maler
- Carl-Wilhelm Gerberding (1894–1984), Unternehmer und Gründer der Dragoco. Ehrenbürgerschaft wurde 1964 verliehen[1]
- Paul Kretschmer (1910–1999), langjähriger Stadtdirektor und Bürgermeister, wirkte entscheidend beim Wiederaufbau und der Integration der zahlreichen Ostvertriebenen nach dem Zweiten Weltkrieg mit
- Wilhelm Karl Prinz von Preußen (1922–2007), Protektor des Johanniterordens und der letzte Enkel Wilhelms II., Ehrenbürgerschaft wurde 2002 verliehen
- Otto Künnecke (1930–2008), Unternehmer und Kreishandwerksmeister, Ehrenbürgerschaft wurde 2005 verliehen

## Söhne und Töchter der Stadt
(als allgemein bekannt zuzuordnende Personen, die in Holzminden geboren wurden)
- Bartold Reiche (um 1520–1589), Jurist und herzoglicher Rat
- Heinrich Grimm (1593–1637), Komponist und Musiktheoretiker
- Heinrich Anton Petersen (1745–1798), Theologe und Pädagoge
- Wilhelm Friedrich August von Leyßer (1771–1842), Politiker, Generalleutnant und erster Präsident der II. Kammer des Sächsischen Landtags
- August von Meyern-Hohenberg (1771–1845), Offizier und Diplomat in braunschweigischen und coburgischen Diensten
- Wilhelm von Meyern-Hohenberg (1773–1848), preußischer Generalmajor
- Christian August Brandis (1790–1867), Professor und preußischer Gesandtschaftssekretär
- Friedrich Stolle (1794–1864), Kaufmann und Politiker, Mitglied der Frankfurter Nationalversammlung
- Julius Dedekind (1795–1872), Professor, Jurist und Hofrat zu Braunschweig
- Friedrich Ludwig Haarmann (1798–1864), Kreisbaumeister und Gründer der ersten deutschen Baugewerkschule
- Karl Steinacker (1801–1847), geboren im heutigen Stadtteil Altendorf, ab 1821 Rechtsanwalt, Mitgründer der Bürgergarde, 1842–1846 Präsident des Braunschweigischen Landtags
- Wilhelm Konrad Hermann Müller (1812–1890), deutscher Germanist
- Friedrich Theodor Wolff (1814–1890), 1836 Notar, 1843 Mitglied Magistrat, Stadtrat Holzminden, 1864–1873 Bürgermeister von Holzminden, 1873 Obergerichtsrat, 1879 Landgerichtspräsident
- Bruno Eyferth (1826–1897), Bergbeamter und Naturforscher
- Eduard Steinacker (1839–1893), Kunstschriftsteller
- August Hanemann (1840–1926), Architekt
- Karl Dauber (1841–1922), Gymnasiallehrer und Schuldirektor in Holzminden, Wolfenbüttel und Braunschweig
- Hermann von Stutterheim (1843–1909), Jurist und Landgerichtsdirektor in Braunschweig
- Wilhelm Haarmann (1847–1931), deutscher Chemiker, dem 1874 gemeinsam mit Ferdinand Tiemann die erste Synthese von Vanillin gelang
- Carl von Wolff (1856–1935), Jurist und braunschweigischer Staatsminister
- Friedrich Reese (1860–1928), Fleischerobermeister, Politiker (bürgerlicher Landeswahlverband), Mitglied des Braunschweigischen Landtages (1920–1922)
- August Hampe (1866–1945), Politiker, Mitglied der Braunschweigisch-Niedersächsischen Partei (BNP), MdR, MdL (Braunschweig), Braunschweigischer Justizminister
- Georg Scheffers (1866–1945), geboren im heutigen Stadtteil Altendorf, Mathematiker
- Wilhelm Probst (1871–1957), Pädagoge und Sportfunktionär
- Gerson Stern (1874–1956), deutsch-jüdischer Schriftsteller
- Erwin Böhme (1879–1917), Jagdflieger im Ersten Weltkrieg mit 24 Luftsiegen und Träger des Ordens Pour le Mérite
- Otto Mackensen (1879–1940), Optiker, Ingenieur und Konstruktionsleiter der Carl Zeiss AG
- Marianne Hertz (1882–1942), römisch-katholische Märtyrerin jüdischer Herkunft, NS-Opfer
- Ernst Hautsch (1883–1959), Klassischer Philologe und Gymnasiallehrer
- Walther Bode (1883–1947), Rechtsanwalt, Justiziar und Bürgermeister von Harzburg
- Otto Langemeyer (1883–1950), General der Flieger der Luftwaffe im Zweiten Weltkrieg
- Albert Neukirch (1884–1963), Historiker und Museumsdirektor des Bomann-Museums in Celle
- Walther Hoeck (1885–1956), Maler und „Produzent“ nationalsozialistischer Propagandakunst
- Robert Jordan (1885–1970), Lehrer, Journalist und Schriftsteller
- Fritz Schaper (1890–1966), bayrischer Politiker der KPD und antifaschistischer Widerstandskämpfer
- Helmut Döscher (1890–1973), Ministerialbeamter
- Karl Diederichs (1892–1959), Marineoffizier
- Carl-Wilhelm Gerberding (1894–1984), Kaufmann und Unternehmer
- Adolf Heusinger (1897–1982), General, Generalinspekteur der Bundeswehr und Vorsitzender des Militärausschusses der NATO
- Dorothea Brockmann (1899–1983), Benediktinerin und Scherenschnitt-Künstlerin
- Bruno Heusinger (1900–1987), Jurist und Präsident des Bundesgerichtshofs
- Kurt Kersten (1901–1967), deutscher Politiker (GB/BHE) und hessischer Landtagsabgeordneter
- Hans Kerschbaum (1902–1984), Physiker und Vorstandsvorsitzender der Siemens & Halske AG und der Siemens AG
- Wilhelm Eigener (1904–1982), Maler, Grafiker und Illustrator
- Werner Jackson (1904–1984), Bauhausschüler
- Hansjürgen Weidlich (1905–1985), Schriftsteller und „Radiomann“
- Rudolf Brinckmeier (1906–1986), evangelisch-lutherischer Pfarrer und Oberlandeskirchenrat
- Heinz Weissenstein (1912–1996), deutsch-jüdischer Banker in Leipzig und später Fotograf von großen Orchestern in Boston und New York[2]
- Carl Düvel (1914–1998), deutscher Bankmanager
- Hans Held (1914–1995), deutscher Graphiker und Trickfilmer
- Gerhard Klages (1915–2017), Physiker und Hochschullehrer
- Walter Höltje (1920–2000), Architekt und Hochschullehrer
- Hans Wever (1922–2015), Werkstoffwissenschaftler, Metallphysiker und Rektor
- Odal von Alten-Nordheim (1922–2004), Landwirt und Politiker (CDU), MdB von 1969 bis 1976
- Eberhard Itzenplitz (1926–2012), Film-, Theater- und Fernseh-Regisseur und Autor
- Holger Windekilde Jannasch (1927–1998), Wissenschaftler der Woods Hole Oceanographic Institution[3]
- Christoph Lindenberg (1930–1999), Anthroposoph und Waldorf-Pädagoge
- Henning Mittendorf (* 1938), Künstler
- Karl Neumann (* 1939), Pädagoge und Hochschullehrer
- Wolfgang Bellmer (* 1940), Rechtsanwalt, Notar, Maler, Schriftsteller, Drehbuchautor und von 1993 bis 1996 Bürgermeister von Holzminden (CDU)
- Manfred Kappeler (* 1940), Sozialpädagoge, Kinder- und Jugendlichenpsychotherapeut, Sachbuchautor
- Hans Martin Jahns (1941–2017), Biologe
- Peter Brommer (* 1945), Historiker und Archivar
- Lore Deppe (* 1946), parteilose Politikerin, Mitglied der Fraktion (Bündnis 90/Die Grünen), Abgeordnete des niedersächsischen Landtages
- Wolfgang Raupach-Rudnick (1946–2022), Theologe
- Klaus Kastan (* 1952), Journalist und Auslandskorrespondent
- Horst-Werner Korf (* 1952), Mediziner, Anatom und Hochschullehrer
- Peter Schünemann (1952–2025), deutscher Volksmusiker
- Peter-Michael Kolbe (1953–2023), Ruderer
- Jürgen Weber (* 1953), Wirtschaftswissenschaftler
- Gebhard Henke (* 1955), Filmproduzent
- Wolf-Ulrich Klünker (* 1955), Anthroposoph
- Astrid Meyer-Schubert (* 1956), Kulturphilosophin
- Oliver Sturm (* 1959), Opern- und Hörspielregisseur
- Uwe Mönkemeyer (* 1959), Leichtathlet und Olympiateilnehmer
- Carola Roloff (* 1959), Buddhologin
- Frank Doods (* 1961), Verwaltungsjurist, Ministerialbeamter und Politiker (SPD)
- Dagmar Hartge (* 1962), Juristin und Datenschutzexpertin
- Annette Kreutziger-Herr (* 1962), Musik- und Kulturwissenschaftlerin
- Martina Kumlehn (* 1966), evangelische Theologin
- Michael Schünemann (* 1967), Politiker, Landrat des Landkreises Holzminden
- Arndt Schwering-Sohnrey (* 1968), Schauspieler
- Kofi Yakpo (* 1970), Wissenschaftler
- Florian Roski (* 1974), Unternehmer, Sachbuchautor, Investor und Mister Germany
- Christian Meyer (* 1975), Landtagsabgeordneter (Bündnis 90/Die Grünen), 2013 bis 2017 Niedersächsischer Minister für Ernährung, Landwirtschaft und Verbraucherschutz
- Mirjam Jasmin Strube (* 1975), Schriftstellerin und Illustratorin
- Jyhan Artut (* 1976), Dartspieler
- Julia A. Schmidt-Funke (* 1976), Historikerin
- Nicolas Kiefer (* 1977), Tennisspieler
- Kerstin Nolte (* 1978), Fußballspielerin
- Sinah Donhauser (* 1989), Radiomoderatorin
- Annika Roloff (* 1991), Leichtathletin
- Natasha Kowalski (* 2003), Fußballspielerin

## Persönlichkeiten Holzmindens
- Johann Georg von Langen (1699–1776), deutscher Forst- und Oberjägermeister, Initiator der Holzwirtschaft und des Eisenwerkes in Holzminden
- Theodor Christoph Grotrian (1755–1829), Generalsuperintendent und Verleger in Holzminden
- Wilhelm Raabe (1831–1910), deutscher Erzähler und einer der wichtigsten Vertreter des poetischen Realismus
- Georg Stölting (1836–1901), deutscher Schul- und Seminardirektor in Wolfenbüttel, Rektor in der Bürgerschule von Calvörde
- Bernhard Liebold (1843–1916), Architekt, Baurat, Unternehmer (B. Liebold & Co. AG), Kreistagsmitglied, Mitglied des Braunschweigischen Landtags
- Richard Calwer (1868–1927), deutscher Publizist und Redakteur (Braunschweiger Volksfreund, Münchener Post) und sozialdemokratischer Reichstagsabgeordneter für Holzminden von 1898 bis 1907[4]
- Kurt Dittmar (* 5. Januar 1891; † 26. April 1959 in Holzminden), Offizier, Generalleutnant und Rundfunkkommentator im Zweiten Weltkrieg
- Theodor Stiebel (1894–1960), Ingenieur, Erfinder, Konstrukteur und Gründer des Unternehmens Stiebel Eltron
- Karl August Poth (1895–1960), Politiker (SPD), Landtagsabgeordneter, Landrat im Kreis Holzminden und Stadtverordneter
- Rudolf Jahns (1896–1983), deutscher Maler/Grafiker des Konstruktivismus
- Artur Stegner (1907–1986), Diplom-Chemiker und Unternehmer aus Kattowitz, Mitglied mehrerer Parteien (NSDAP, FDP, GB/BHE), ab 1946 Mitglied im Stadtrat von Holzminden und im Kreistag, ab 1949 Landesvorsitzender der FDP in Niedersachsen, später Vorsitzender des Landesausschusses des BHE in Nordrhein-Westfalen.
- Oskar Dolhart (1907–1982), Künstler, Werbegrafiker und Buchillustrator[5]
- Bruno Brandes (1910–1985), Rechtsanwalt und Politiker (CDU), ab 1953 Notar, 1956 Bürgermeister der Stadt Holzminden und Kreistagsmitglied des Landkreises Holzminden, 1963–1985 Mitglied des Landtags Niedersachsen, 1965 bis 1970 sowie von 1976 bis 1982 Fraktionsvorsitzender der CDU im Niedersächsischen Landtag
- Ferdinand Maks Scheriau (1918–2012), Baurat, Professor und Künstler
- Heinrich Machens (1919–2001), Weihbischof im Bistum Hildesheim; war Pfarrer und Dechant in Holzminden
- Klaus Kieckbusch (* 1931), Pädagoge und Autor, der zahlreiche Bücher und Beiträge zur Regionalgeschichte Holzmindens verfasst hat
- Willi Waike (1938–2024), Kommunalbeamter, Politiker (SPD), Kreistagsabgeordneter und niedersächsischer Finanzminister 1996–1998
- Jonatan Briel (1942–1988), Filmregisseur und Drehbuchautor; gründete 1962 das „Jugendfilmstudio Holzminden“
- Paul-Rüdiger Schmidt (* 1942), pensionierter Pastor und Träger des Bundesverdienstkreuzes am Bande
- Detlef Creydt (* 1943), Pädagoge und Autor, der zahlreiche Bücher und Beiträge zur Regionalgeschichte Holzmindens verfasst hat[6]
- Jörg Baberowski (* 1961), deutscher Historiker, Professor für Geschichte Osteuropas an der Humboldt-Universität zu Berlin; Abitur am Gymnasium sowie Jugend beim Kommunistischen Bund Westdeutschland in Holzminden
- Uwe Schünemann (* 1964), Industriekaufmann und Politiker (CDU), 2003–2013 niedersächsischer Innenminister und 1996–1999 Bürgermeister der Stadt Holzminden